# Autopoiese
Autopoiese betyder selvfrembringelse eller selvskabelse (af græsk auto: "selv" og poiein: "at skabe", ofte fejlagtigt gengivet på dansk som autopoiesis). Det er et kernebegreb i en biologisk teori udviklet af den chilenske biolog Humberto Maturana og hans elev Francisco Varela. Begrebet anvendes tillige af den tyske sociolog Niklas Luhmann i dennes teori om sociale systemer.

## Oprindelse og betydning
Maturana og Varela søgte i 1960'erne at forstå, hvad der karakteriserer biologisk liv. De tog afstand fra samtidens input-output-systemtænkning, som de fandt mindede alt for meget om den behavioristiske stimulus-respons-model: Man lægger en mønt i en automat og ud kommer en cola. En acceptabel forklaringsmodel for maskiner, men ikke for organismer.
De forkastede også den tidlige kybernetik fra Norbert Wiener, der fortolkede organismer som homøostatiske systemer, der søger mål via feedback, som fx en termostat. Men en gople er ikke indstillet til at forfølge nogen mål, hævdede de; ”mål” er en iagttagers konstruktion. En gople gør bare hvad den gør; den hverken styres af mål eller af input udefra. 
Idet Maturana og Varela tog en celle som prototypen på en levende organisme, påpegede de i stedet, at det centrale ved det levende er cellens vedvarende produktion af dens egne bestanddele (molekyler osv.). En celle er et umådeligt komplekst netværk af processer, hvor alle dele bidrager til nedbrydelse og syntese af cellens bestanddele og derved til cellens eksistens som helhed. Denne selvproduktion, autopoiesen, er det levendes centrale karakteristikum. Det er den, der afgør hvordan påvirkninger udefra får lov til at indvirke på cellen. 

### Operationel lukkethed og strukturel kobling
En levende organismes autopoiese udgør en slags primat, en primær autonomi, som Maturana og Varela udtrykte ved begrebet operationel eller organisationel lukkethed. Denne lukkethed sikrer, at en celle eller organisme bevarer sin identitet gennem hele livet.
Men det er jo oplagt, at cellen indoptager energi og partikler udefra, gennem dens membran, der også udskiller varme og andre stoffer. Denne åbenhed betegner Maturana og Varela "strukturel kobling", idet de ved cellens struktur forstår de konkrete, fysiske stoffer, som cellen til enhver tid består af og som gør den til den konkrete celle, vi kigger på lige nu, her i mikroskopet. Disse molekyler og denne energi strømmer frem og tilbage over membranen og gør at cellen er strukturelt koblet til omgivelserne, dvs. har det intense samkvem med dem, som vi kender fra moderne biologi og økologi. 
Men at denne strømmende vekselvirkning ikke ændrer cellens identitet – dvs. det den er, denne særlige nervecelle, gople eller hund – det skyldes cellens operationelle eller organisationelle lukkethed, dens autopoiese, dvs. dens indre processers gentagne nedbrydning og dannelse af molekyler, rundt og rundt i netværket på en helt bestemt måde, gennem hele dens liv.

### Perturbationer og kompensationer
Vi kan således ikke bestemme eller styre en organismes eller et menneskes adfærd gennem bestemt input udefra, for dette input vil altid filtreres eller moduleres af organismens autopoiese, og organismen vil levere en reaktion der i langt højere grad er baseret på denne autopoiese end på inputtets karakter. Organismer er således autonome. Maturana og Varela taler således ikke om input og output, men om perturbationer og kompensationer. Perturberes organismen, kompenserer den herfor ved at ændre adfærd, på måder der ikke nødvendigvis kan forudsiges fra inputtet – men kun via kendskab til organismens autopoiese. Perturbationer er på dansk blevet til "forstyrrelser", og systemiske konsulenter taler derfor om at "forstyrre" en organisation, i erkendelsen af at man ikke kan styre den eller bestemme dens adfærd i detaljer.

## Reception
Autopoiese-begrebet har stort set ingen indflydelse haft i biologien, mens det i andre discipliner har inspireret talrige forskere og praktikere, ikke mindst for dets fremhævelse af systemers autonomi og ikke-påvirkelighed af styrende indgreb. I 1970'erne indgik begrebet i den erkendelsesteoretiske reorientering af kybernetikken, som især Heinz von Foerster havde påbegyndt med "second-order cybernetics" (egl. andengradskybernetik, almindeligvis fejloversat til andenordenskybernetik), ligesom begrebet fra ca. 1985 inspirerede familieterapeuter og organisationskonsulenter, ikke mindst i Danmark, især gennem efteruddannelsescenteret DISPUK. 
Den systemorienterede tyske sociolog Niklas Luhmann begyndte også i 1980'erne at anvende autopoiese og tilhørende begreber i sin "autopoietiske vending". Gennem de følgende tyve år skrev han en lang række værker, der udtrykte samfundets forskellige sektorer (politik, økonomi, ret, kunst osv.) som lige så mange autopoietiske systemer. Luhmanns gennnemgribende autopoietisering af sociologien har inspireret tyske og danske intellektuelle, bl.a. Ole Thyssen, Jens Rasmussen, Lars Qvortrup og Niels Åkerstrøm Andersen.